# فورغينسبيتز
فورغينسبيتز (بالإنجليزية: Furggenspitz)‏ هو أحد جبال سلسلة جبال الألب البرنية وجزء من القمة الأم فيتينبيرغورن يقع في كانتون برن، سويسرا. يبلغ ارتفاع الجبل حوالي 2297 متر، بينما يبلغ ارتفاع نتوء الجبل 147 متر.